# 老千：獨眼傑克
《老千：獨眼傑克》（韓語：타짜: 원 아이드 잭）為2019年上映的韓國犯罪劇情片，改編自許英萬、金世榮創作的同名漫畫，是2006年電影《老千》和2014年電影《老千：神之手》的續集。由《突然變異》的導演權五光執導，朴正民、柳承範、崔有華主演，2019年9月11日在韓國上映。

## 劇情簡介
都日出（朴正民 飾）是老千「獨耳」兒子。白天是一位大學生，閒暇時後則在朋友的賭場賭撲克牌。某日邂逅馬丹娜，與馬丹娜的男人進行賭局，結果欠了一大筆賭債。在生死關頭被「獨眼」（柳承範 飾）所救，而後拜他為師。獨眼並找來權院長、喜鵲和英美組成老千團隊。獨眼團隊的目標是暴發戶「水老頭」，計畫也都順利照計畫進行。直到都日出再次遇見馬丹娜，計畫失敗。導致喜鵲殘廢，獨眼因而死亡。並從喜鵲的口中得知，殺害獨眼的兇手「魔鬼」，就是之前設局陷害他的人，也是殺害他父親的人。
最終，都日出與馬丹娜、水老頭聯手擊敗魔鬼。將贏到的錢分給喜鵲、英美和權院長，並考上公務員。

## 演員陣容

### 主要人物
- 朴正民 飾演 都日出

大學生，三大老千之一「獨耳」兒子。
- 柳承範 飾演 獨眼

獨耳的徒弟。童年時因魔鬼為了找到老鬼，廢掉一隻眼。後為救喜鵲，而被魔鬼殺害。
- 崔有華 飾演 馬丹娜

「魔鬼」從小培養的女人。曾與童年時的獨眼有一面之緣。

### 其他人物
- 禹賢 飾演 水老頭，暴發戶。
- 尹帝文 飾演 魔鬼，三大老千之一。
- 李光洙 飾演 喜鵲

原本是專門欺騙貴婦的小白臉。獨眼團隊成員，事情失敗後，為救英美而殘廢。後與英美結婚。
- 林智妍 飾演 英美

原本在賭場裡以美色騙取客人的籌碼維生。獨眼團隊成員。
- 權海驍 飾演 權院長，獨眼團隊成員。
- 林賢成 飾演 曹哲奉
- 徐正妍 飾演 都日出的母親
- 李智勳 飾演 大鬍子
- 玄奉植 飾演 隨扈
- 申文成 飾演 房地產仲介
- 崔宰鉉 飾演 池根德
- 張俊輝 飾演 西服男子
- 吴东旻 飾演 司法考試考生
- 金昌煥 飾演 戴棒球帽的男子
- 李昌勋 飾演 一塔
- 金炯默 飾演 社長
- 柳正浩 飾演 選手
- 金泰俊 飾演 開車的流氓
- 李奎浩 飾演 基道
- 吳惠媛 飾演 調酒師
- 李洪耐 飾演 保鑣
- 黃在烈 飾演 利武鎮記者
- 南振福 飾演 社長的朋友
- 安尚恩 飾演 觀光酒店職員
- 尹泰仁 飾演 襲擊的大塊頭
- 崔明彬 飾演 馬丹娜童年時期

### 友情出演
- 金熙元 飾演 情聖
- 李尚熙 飾演 夫人
- 金藝恩 飾演 小俊的母親
- 裴侑藍 飾演 文主事
- 崔在煥 飾演 隨扈
- 李昌熙 飾演 黑社會成員

### 特別出演
- 朱鎮模 飾演 獨耳

三大老千之一。因拿走魔鬼的錢而遭殺害。
- 崔東勳 飾演 系長